# Aedes dobrotworskyi
Aedes dobrotworskyi är en tvåvingeart som beskrevs av E. Sydney Marks 1958. Aedes dobrotworskyi ingår i släktet Aedes och familjen stickmyggor. Inga underarter finns listade i Catalogue of Life.